# Reine des Roses
'Reine des Roses' ('Königin der Rosen' en allemand) est un cultivar de rosier obtenu en 1964 par l'obtenteur allemand Reimer Kordes,. Il est issu de 'Perfecta' (Kordes, 1957) x 'Tropicana'. C'est toujours un grand succès dans les catalogues internationaux.

## Description
Cet hybride de thé présente de grandes fleurs pleines (50 pétales) de couleur orange à corail aux revers à nuances crème. Elles sont légèrement parfumées. 
Sa floraison est remontante.
Son buisson érigé et dense peut s'élever à 75 cm pour une largeur de 60 cm. Il possède des rameaux très épineux et un feuillage vert bronze. Il est parfait pour les massifs et les plates bandes et peut être cultivé en pot. Ses tiges droites et sa couleur subtile en font un rosier idéal pour les bouquets. 
Sa zone de rusticité est de 7b à plus chaud. Il a donc besoin d'avoir le pied protégé en cas d'hiver rigoureux. Il doit être taillé avant le printemps.

## Descendance
'Reine des Roses' a donné naissance notamment à :
- 'Peer Gynt' (Kordes, 1968) par croisement avec 'Fièvre d'Or' (Kordes, 1961)

## Distinctions
- Rosier ADR 1967
- Médaille d'or de Belfast 1966